# 현란무답제
《현란무답제》(일본어: 絢爛舞踏祭)는 2005년 7월 7일에 발매된 플레이스테이션 2용 비디오 게임으로, 제작사는 알파시스템이고 배급은 SCE에서 맡았다.
현란무답제는 알파시스템의 게임 건퍼레이드 마치와 세계관을 공유하는데 500년 후의 이야기를 담고 있어서 건퍼레이드 마치의 후속작이라 할 수 있다.
게임발매에 앞서 2004년 4월 1일부터 TV 도쿄에서 원작을 배경으로 한 애니메이션 '현란무답제 더 마즈 데이브레이크'가 선행 방송되었다.
대한민국에는 2권의 만화책이 나왔고 애니메이션이 2006년 11월 17일부터 투니버스에서 방송되었다.